# 2024-es női kézilabda-Európa-bajnokság
A 2024-es női kézilabda-Európa-bajnokságot november 28. és december 15. között közösen rendezte Ausztria, Magyarország és Svájc. Ez volt az első női kézilabda Eb, amelyen 24 csapat vett részt.
2023. január 12-én a magyar kormány részéről Gulyás Gergely bejelentette, hogy Magyarország vélhetően visszalép a rendezéstől a magas költségek miatt. Március 16-án a Magyar Kézilabda Szövetség bejelentette, hogy csak Budapest száll ki a rendezésből. A döntőt Budapest helyett Bécsben rendezték.

## Pályázatok
A rendezőről 2020. január 25-én az EHF stockholmi kongresszusán döntöttek. Oroszország pályázata az első fordulóban kiesett. A második fordulóban Ausztria, Magyarország és Svájc pályázata a szavazatok 57%-át kapta, amivel megelőzte Csehország, Lengyelország és Szlovákia pályázatát.

## Helyszínek
| Innsbruck, Ausztria               | Innsbruck Bécs Bázel Debrecen | Bázel, Svájc                     |
| --------------------------------- | ----------------------------- | -------------------------------- |
| Olympiahalle Férőhely: 8 000      | Innsbruck Bécs Bázel Debrecen | St. Jakobshalle Férőhely: 12 400 |
|                                   | Innsbruck Bécs Bázel Debrecen |                                  |
| Bécs, Ausztria                    | Innsbruck Bécs Bázel Debrecen | Debrecen, Magyarország           |
| Wiener Stadthalle Férőhely:12 000 | Innsbruck Bécs Bázel Debrecen | Főnix Aréna Férőhely: 6 500      |
|                                   | Innsbruck Bécs Bázel Debrecen |                                  |

## Résztvevők
| Nemzet          | Részvételi jog                             | Részvétel megszerzésének dátuma | Korábbi Eb-részvételek |
| --------------- | ------------------------------------------ | ------------------------------- | ---------------------- |
| Ausztria        | Rendező                                    | 2020. január 25.                | 8                      |
| Magyarország    | Rendező                                    | 2020. január 25.                | 15                     |
| Svájc           | Rendező                                    | 2020. január 25.                | 1                      |
| Norvégia        | Címvédő                                    | 2022. november 20.              | 15                     |
| Dánia           | Selejtező, 8. csoport első két helyezettje | 2024. február 28.               | 15                     |
| Svédország      | Selejtező, 7. csoport első két helyezettje | 2024. március 2.                | 13                     |
| Hollandia       | Selejtező, 3. csoport első két helyezettje | 2024. március 3.                | 9                      |
| Románia         | Selejtező, 1. csoport első két helyezettje | 2024. március 3.                | 14                     |
| Franciaország   | Selejtező, 4. csoport első két helyezettje | 2024. március 3.                | 12                     |
| Spanyolország   | Selejtező, 5. csoport első két helyezettje | 2024. március 3.                | 12                     |
| Montenegró      | Selejtező, 6. csoport első két helyezettje | 2024. március 3.                | 7                      |
| Horvátország    | Selejtező, 1. csoport első két helyezettje | 2024. április 3.                | 12                     |
| Észak-Macedónia | Selejtező, 5. csoport első két helyezettje | 2024. április 3.                | 6                      |
| Németország     | Selejtező, 2. csoport első két helyezettje | 2024. április 4.                | 15                     |
| Ukrajna         | Selejtező, 2. csoport első két helyezettje | 2024. április 7.                | 11                     |
| Csehország      | Selejtező, 3. csoport első két helyezettje | 2024. április 7.                | 7                      |
| Szlovénia       | Selejtező, 4. csoport első két helyezettje | 2024. április 7.                | 8                      |
| Szerbia         | Selejtező, 6. csoport első két helyezettje | 2024. április 7.                | 9                      |
| Izland          | Selejtező, 7. csoport első két helyezettje | 2024. április 7.                | 2                      |
| Lengyelország   | Selejtező, 8. csoport első két helyezettje | 2024. április 7.                | 8                      |
| Törökország     | Négy legjobb csoportharmadik               | 2024. április 7.                | 0 (újonc)              |
| Szlovákia       | Négy legjobb csoportharmadik               | 2024. április 7.                | 2                      |
| Portugália      | Négy legjobb csoportharmadik               | 2024. április 7.                | 1                      |
| Feröer          | Négy legjobb csoportharmadik               | 2024. április 7.                | 0 (újonc)              |

## Sorsolás
A csoportokat 2024. április 18-án sorsolták Bécsben. A húzást Silje Solberg (Norvégia), Petra Blazek (Ausztria),  Lea Schüpbach (Svájc) és Győri-Lukács Viktória végezte el.

### Kiemelés
A kiemelést 2024. április 8-én tették közzé.
| 1. kalap                                                                 | 2. kalap                                                                  | 3. kalap                                                                        | 4. kalap                                                               |
| ------------------------------------------------------------------------ | ------------------------------------------------------------------------- | ------------------------------------------------------------------------------- | ---------------------------------------------------------------------- |
| - Norvégia - Dánia - Montenegró - Franciaország - Svédország - Hollandia | - Németország - Spanyolország - Románia - Magyarország - Svájc - Ausztria | - Szlovénia - Horvátország - Lengyelország - Szerbia - Észak-Macedónia - Izland | - Csehország - Ukrajna - Törökország - Feröer - Portugália - Szlovákia |

## Csoportkör

### A csoport
| Hely. | Csapat           | M | Gy | D | V | G+  | G–  | Gk  | P | Továbbjutás |
| ----- | ---------------- | - | -- | - | - | --- | --- | --- | - | ----------- |
| 1.    | Magyarország (R) | 3 | 3  | 0 | 0 | 91  | 68  | +23 | 6 | Középdöntő  |
| 2.    | Svédország       | 3 | 2  | 0 | 1 | 100 | 69  | +31 | 4 | Középdöntő  |
| 3.    | Észak-Macedónia  | 3 | 0  | 1 | 2 | 62  | 82  | −20 | 1 |             |
| 4.    | Törökország      | 3 | 0  | 1 | 2 | 68  | 102 | −34 | 1 |             |

| 2024. november 28. 18:00 | Magyarország            | 30–24       | Törökország | Főnix Aréna, Debrecen Nézőszám: 2927 Játékvezetők: Balvan, Prastalo (BIH) |
| 2024. november 28. 18:00 | Győri-Lukács, Klujber 6 | (13–8)      | İskit 5     | Főnix Aréna, Debrecen Nézőszám: 2927 Játékvezetők: Balvan, Prastalo (BIH) |
| 2024. november 28. 18:00 | 1×                      | Jegyzőkönyv | 2×          | Főnix Aréna, Debrecen Nézőszám: 2927 Játékvezetők: Balvan, Prastalo (BIH) |

| 2024. november 28. 20:30 | Svédország | 28–18       | Észak-Macedónia | Főnix Aréna, Debrecen Nézőszám: 580 Játékvezetők: Duplii, Pobedrina (UKR) |
| 2024. november 28. 20:30 | Hagman 9   | (15–7)      | négy játékos 3  | Főnix Aréna, Debrecen Nézőszám: 580 Játékvezetők: Duplii, Pobedrina (UKR) |
| 2024. november 28. 20:30 | 2×         | Jegyzőkönyv | 5×              | Főnix Aréna, Debrecen Nézőszám: 580 Játékvezetők: Duplii, Pobedrina (UKR) |

| 2024. november 30. 18:00 | Svédország | 25–32       | Magyarország | Főnix Aréna, Debrecen Nézőszám: 4163 Játékvezetők: Weijmans, Wolbertus (NED) |
| 2024. november 30. 18:00 | Carlson 6  | (13–16)     | Klujber 8    | Főnix Aréna, Debrecen Nézőszám: 4163 Játékvezetők: Weijmans, Wolbertus (NED) |
| 2024. november 30. 18:00 | 2×         | Jegyzőkönyv | 5×           | Főnix Aréna, Debrecen Nézőszám: 4163 Játékvezetők: Weijmans, Wolbertus (NED) |

| 2024. november 30. 20:30 | Észak-Macedónia | 25–25       | Törökország | Főnix Aréna, Debrecen Nézőszám: 2160 Játékvezetők: Braseth, Sundet (NOR) |
| 2024. november 30. 20:30 | Ristovska 8     | (12–15)     | Gökdemir 7  | Főnix Aréna, Debrecen Nézőszám: 2160 Játékvezetők: Braseth, Sundet (NOR) |
| 2024. november 30. 20:30 | 5×              | Jegyzőkönyv | 3×          | Főnix Aréna, Debrecen Nézőszám: 2160 Játékvezetők: Braseth, Sundet (NOR) |

| 2024. december 2. 18:00 | Észak-Macedónia | 19–29       | Magyarország       | Főnix Aréna, Debrecen Nézőszám: 3409 Játékvezetők: Hansen, Jensen (DEN) |
| 2024. december 2. 18:00 | Ristovska 6     | (10–11)     | Szöllősi-Schatzl 6 | Főnix Aréna, Debrecen Nézőszám: 3409 Játékvezetők: Hansen, Jensen (DEN) |
| 2024. december 2. 18:00 | 5×              | Jegyzőkönyv | 4×                 | Főnix Aréna, Debrecen Nézőszám: 3409 Játékvezetők: Hansen, Jensen (DEN) |

| 2024. december 2. 20:30 | Törökország     | 19–47       | Svédország | Főnix Aréna, Debrecen Nézőszám: 1970 Játékvezetők: Brkić, Jusufhodžić (AUT) |
| 2024. december 2. 20:30 | három játékos 3 | (12–25)     | Hagman 11  | Főnix Aréna, Debrecen Nézőszám: 1970 Játékvezetők: Brkić, Jusufhodžić (AUT) |
| 2024. december 2. 20:30 | 3×              | Jegyzőkönyv | 4×         | Főnix Aréna, Debrecen Nézőszám: 1970 Játékvezetők: Brkić, Jusufhodžić (AUT) |

### B csoport
| Hely. | Csapat     | M | Gy | D | V | G+ | G– | Gk  | P | Továbbjutás |
| ----- | ---------- | - | -- | - | - | -- | -- | --- | - | ----------- |
| 1.    | Montenegró | 3 | 3  | 0 | 0 | 79 | 64 | +15 | 6 | Középdöntő  |
| 2.    | Románia    | 3 | 2  | 0 | 1 | 81 | 80 | +1  | 4 | Középdöntő  |
| 3.    | Csehország | 3 | 1  | 0 | 2 | 76 | 81 | −5  | 2 |             |
| 4.    | Szerbia    | 3 | 0  | 0 | 3 | 67 | 78 | −11 | 0 |             |

| 2024. november 29. 18:00 | Románia   | 29–28       | Csehország   | Főnix Aréna, Debrecen Nézőszám: 2240 Játékvezetők: Brkić, Jusufhodžić (AUT) |
| 2024. november 29. 18:00 | Bazaliu 9 | (11–13)     | Cholevová 11 | Főnix Aréna, Debrecen Nézőszám: 2240 Játékvezetők: Brkić, Jusufhodžić (AUT) |
| 2024. november 29. 18:00 | 2×        | Jegyzőkönyv | 1×           | Főnix Aréna, Debrecen Nézőszám: 2240 Játékvezetők: Brkić, Jusufhodžić (AUT) |

| 2024. november 29. 20:30 | Montenegró  | 24–18       | Szerbia   | Főnix Aréna, Debrecen Nézőszám: 2036 Játékvezetők: I. Covalciuc, A. Covalciuc (MDA) |
| 2024. november 29. 20:30 | Jauković 11 | (11–8)      | Jovović 7 | Főnix Aréna, Debrecen Nézőszám: 2036 Játékvezetők: I. Covalciuc, A. Covalciuc (MDA) |
| 2024. november 29. 20:30 | 7×          | Jegyzőkönyv | 2×        | Főnix Aréna, Debrecen Nézőszám: 2036 Játékvezetők: I. Covalciuc, A. Covalciuc (MDA) |

| 2024. december 1. 18:00 | Montenegró | 27–25       | Románia       | Főnix Aréna, Debrecen Nézőszám: 2074 Játékvezetők: Backović, Palačković (SVN) |
| 2024. december 1. 18:00 | Mugoša 8   | (16–12)     | Seraficeanu 6 | Főnix Aréna, Debrecen Nézőszám: 2074 Játékvezetők: Backović, Palačković (SVN) |
| 2024. december 1. 18:00 | 4× 1×      | Jegyzőkönyv | 4× 2×         | Főnix Aréna, Debrecen Nézőszám: 2074 Játékvezetők: Backović, Palačković (SVN) |

| 2024. december 1. 20:30 | Szerbia      | 24–27       | Csehország             | Főnix Aréna, Debrecen Nézőszám: 1070 Játékvezetők: Barysas, Petrušis (LTU) |
| 2024. december 1. 20:30 | Janjušević 9 | (13–14)     | Cholevová, Jeřábková 8 | Főnix Aréna, Debrecen Nézőszám: 1070 Játékvezetők: Barysas, Petrušis (LTU) |
| 2024. december 1. 20:30 | 1× 1×        | Jegyzőkönyv | 3× 1×                  | Főnix Aréna, Debrecen Nézőszám: 1070 Játékvezetők: Barysas, Petrušis (LTU) |

| 2024. december 3. 18:00 | Szerbia      | 25–27       | Románia               | Főnix Aréna, Debrecen Nézőszám: 1366 Játékvezetők: Braseth, Sundet (NOR) |
| 2024. december 3. 18:00 | Janjušević 7 | (16–13)     | Seraficeanu, Stoica 5 | Főnix Aréna, Debrecen Nézőszám: 1366 Játékvezetők: Braseth, Sundet (NOR) |
| 2024. december 3. 18:00 | 7×           | Jegyzőkönyv | 4×                    | Főnix Aréna, Debrecen Nézőszám: 1366 Játékvezetők: Braseth, Sundet (NOR) |

| 2024. december 3. 20:30 | Csehország            | 21–28       | Montenegró | Főnix Aréna, Debrecen Nézőszám: 1404 Játékvezetők: Weijmans, Wolbertus (NED) |
| 2024. december 3. 20:30 | Franková, Jeřábková 4 | (4–12)      | Jauković 8 | Főnix Aréna, Debrecen Nézőszám: 1404 Játékvezetők: Weijmans, Wolbertus (NED) |
| 2024. december 3. 20:30 | 6× 1×                 | Jegyzőkönyv | 5× 1×      | Főnix Aréna, Debrecen Nézőszám: 1404 Játékvezetők: Weijmans, Wolbertus (NED) |

### C csoport
| Hely. | Csapat        | M | Gy | D | V | G+ | G– | Gk  | P | Továbbjutás |
| ----- | ------------- | - | -- | - | - | -- | -- | --- | - | ----------- |
| 1.    | Franciaország | 3 | 3  | 0 | 0 | 87 | 60 | +27 | 6 | Középdöntő  |
| 2.    | Lengyelország | 3 | 2  | 0 | 1 | 70 | 79 | −9  | 4 | Középdöntő  |
| 3.    | Spanyolország | 3 | 1  | 0 | 2 | 75 | 74 | +1  | 2 |             |
| 4.    | Portugália    | 3 | 0  | 0 | 3 | 61 | 80 | −19 | 0 |             |

| 2024. november 28. 18:00 | Spanyolország | 30–24       | Portugália | St. Jakobshalle, Bázel Nézőszám: 2669 Játékvezetők: Backović, Palačković (SLO) |
| 2024. november 28. 18:00 | Campos 8      | (12–12)     | Resende 8  | St. Jakobshalle, Bázel Nézőszám: 2669 Játékvezetők: Backović, Palačković (SLO) |
| 2024. november 28. 18:00 | 2×            | Jegyzőkönyv | 3× 1×      | St. Jakobshalle, Bázel Nézőszám: 2669 Játékvezetők: Backović, Palačković (SLO) |

| 2024. november 28. 20:30 | Franciaország | 35–22       | Lengyelország | St. Jakobshalle, Bázel Nézőszám: 2682 Játékvezetők: Hansen, Jensen (DEN) |
| 2024. november 28. 20:30 | Coatanea 5    | (18–10)     | Uścinowicz 4  | St. Jakobshalle, Bázel Nézőszám: 2682 Játékvezetők: Hansen, Jensen (DEN) |
| 2024. november 28. 20:30 | 1× 1×         | Jegyzőkönyv | 4× 1×         | St. Jakobshalle, Bázel Nézőszám: 2682 Játékvezetők: Hansen, Jensen (DEN) |

| 2024. november 30. 15:30 | Lengyelország | 22–21       | Portugália | St. Jakobshalle, Bázel Nézőszám: 3663 Játékvezetők: Doychinov, Goretsov (BUL) |
| 2024. november 30. 15:30 | Kobylińska 7  | (11–10)     | Lopes 5    | St. Jakobshalle, Bázel Nézőszám: 3663 Játékvezetők: Doychinov, Goretsov (BUL) |
| 2024. november 30. 15:30 | 4× 1×         | Jegyzőkönyv | 6× 1×      | St. Jakobshalle, Bázel Nézőszám: 3663 Játékvezetők: Doychinov, Goretsov (BUL) |

| 2024. november 30. 18:00 | Franciaország | 24–22       | Spanyolország | St. Jakobshalle, Bázel Nézőszám: 4056 Játékvezetők: Merisi, Pepe (ITA) |
| 2024. november 30. 18:00 | Valentini 6   | (10–11)     | So Delgado 9  | St. Jakobshalle, Bázel Nézőszám: 4056 Játékvezetők: Merisi, Pepe (ITA) |
| 2024. november 30. 18:00 | 3× 1×         | Jegyzőkönyv | 3× 1×         | St. Jakobshalle, Bázel Nézőszám: 4056 Játékvezetők: Merisi, Pepe (ITA) |

| 2024. december 2. 18:00 | Lengyelország | 26–23       | Spanyolország     | St. Jakobshalle, Bázel Nézőszám: 1425 Játékvezetők: I. Covalciuc, A. Covalciuc (MDA) |
| 2024. december 2. 18:00 | Rosiak 6      | (14–12)     | Erauskin, Vegué 6 | St. Jakobshalle, Bázel Nézőszám: 1425 Játékvezetők: I. Covalciuc, A. Covalciuc (MDA) |
| 2024. december 2. 18:00 | 8×            | Jegyzőkönyv | 1×                | St. Jakobshalle, Bázel Nézőszám: 1425 Játékvezetők: I. Covalciuc, A. Covalciuc (MDA) |

| 2024. december 2. 20:30 | Portugália | 16–28       | Franciaország       | St. Jakobshalle, Bázel Nézőszám: 1349 Játékvezetők: Duplii, Pobedrina (UKR) |
| 2024. december 2. 20:30 | Sequeira 4 | (8–16)      | Bouktit, Toublanc 5 | St. Jakobshalle, Bázel Nézőszám: 1349 Játékvezetők: Duplii, Pobedrina (UKR) |
| 2024. december 2. 20:30 | 1×         | Jegyzőkönyv | 2×                  | St. Jakobshalle, Bázel Nézőszám: 1349 Játékvezetők: Duplii, Pobedrina (UKR) |

### D csoport
| Hely. | Csapat       | M | Gy | D | V | G+  | G– | Gk  | P | Továbbjutás |
| ----- | ------------ | - | -- | - | - | --- | -- | --- | - | ----------- |
| 1.    | Dánia        | 3 | 3  | 0 | 0 | 102 | 80 | +22 | 6 | Középdöntő  |
| 2.    | Svájc (R)    | 3 | 2  | 0 | 1 | 84  | 82 | +2  | 4 | Középdöntő  |
| 3.    | Horvátország | 3 | 0  | 1 | 2 | 65  | 77 | −12 | 1 |             |
| 4.    | Feröer       | 3 | 0  | 1 | 2 | 66  | 78 | −12 | 1 |             |

| 2024. november 29. 18:00 | Svájc      | 28–25       | Feröer                | St. Jakobshalle, Bázel Nézőszám: 4670 Játékvezetők: Barysas, Petrušis (LTU) |
| 2024. november 29. 18:00 | Gautschi 8 | (13–7)      | Brandenborg, Mittún 7 | St. Jakobshalle, Bázel Nézőszám: 4670 Játékvezetők: Barysas, Petrušis (LTU) |
| 2024. november 29. 18:00 | 2×         | Jegyzőkönyv | 4×                    | St. Jakobshalle, Bázel Nézőszám: 4670 Játékvezetők: Barysas, Petrušis (LTU) |

| 2024. november 29. 20:30 | Dánia    | 34–26       | Horvátország | St. Jakobshalle, Bázel Nézőszám: 4538 Játékvezetők: Lidacka, Lesiak (POL) |
| 2024. november 29. 20:30 | Møller 7 | (16–13)     | Pavlović 6   | St. Jakobshalle, Bázel Nézőszám: 4538 Játékvezetők: Lidacka, Lesiak (POL) |
| 2024. november 29. 20:30 | 5×       | Jegyzőkönyv | 4×           | St. Jakobshalle, Bázel Nézőszám: 4538 Játékvezetők: Lidacka, Lesiak (POL) |

| 2024. december 1. 15:30 | Horvátország | 17–17       | Feröer              | St. Jakobshalle, Bázel Nézőszám: 4855 Játékvezetők: Dojcsinov, Gorecov (BUL) |
| 2024. december 1. 15:30 | Ježić 5      | (9–8)       | Mittún, Samuelsen 5 | St. Jakobshalle, Bázel Nézőszám: 4855 Játékvezetők: Dojcsinov, Gorecov (BUL) |
| 2024. december 1. 15:30 | 3× 2×        | Jegyzőkönyv | 1×                  | St. Jakobshalle, Bázel Nézőszám: 4855 Játékvezetők: Dojcsinov, Gorecov (BUL) |

| 2024. december 1. 18:00 | Dánia   | 35–30       | Svájc    | St. Jakobshalle, Bázel Nézőszám: 5423 Játékvezetők: Merisi, Pepe (ITA) |
| 2024. december 1. 18:00 | Friis 9 | (19–15)     | Schmid 8 | St. Jakobshalle, Bázel Nézőszám: 5423 Játékvezetők: Merisi, Pepe (ITA) |
| 2024. december 1. 18:00 | 3× 1×   | Jegyzőkönyv | 2× 1×    | St. Jakobshalle, Bázel Nézőszám: 5423 Játékvezetők: Merisi, Pepe (ITA) |

| 2024. december 3. 18:00 | Feröer         | 24–33       | Dánia        | St. Jakobshalle, Bázel Nézőszám: 3074 Játékvezetők: Altmár, Horváth (HUN) |
| 2024. december 3. 18:00 | Brandenborg 10 | (8–15)      | Østergaard 5 | St. Jakobshalle, Bázel Nézőszám: 3074 Játékvezetők: Altmár, Horváth (HUN) |
| 2024. december 3. 18:00 | 2× 1×          | Jegyzőkönyv | 4×           | St. Jakobshalle, Bázel Nézőszám: 3074 Játékvezetők: Altmár, Horváth (HUN) |

| 2024. december 3. 20:30 | Horvátország      | 22–26       | Svájc             | St. Jakobshalle, Bázel Nézőszám: 3826 Játékvezetők: Carmaux, Mursch (FRA) |
| 2024. december 3. 20:30 | Barišić, Birtić 5 | (10–16)     | Baumann, Schmid 6 | St. Jakobshalle, Bázel Nézőszám: 3826 Játékvezetők: Carmaux, Mursch (FRA) |
| 2024. december 3. 20:30 | 4×                | Jegyzőkönyv | 2× 1×             | St. Jakobshalle, Bázel Nézőszám: 3826 Játékvezetők: Carmaux, Mursch (FRA) |

### E csoport
| Hely. | Csapat       | M | Gy | D | V | G+  | G–  | Gk  | P | Továbbjutás |
| ----- | ------------ | - | -- | - | - | --- | --- | --- | - | ----------- |
| 1.    | Norvégia     | 3 | 3  | 0 | 0 | 109 | 65  | +44 | 6 | Középdöntő  |
| 2.    | Szlovénia    | 3 | 2  | 0 | 1 | 88  | 81  | +7  | 4 | Középdöntő  |
| 3.    | Ausztria (H) | 3 | 1  | 0 | 2 | 85  | 87  | −2  | 2 |             |
| 4.    | Szlovákia    | 3 | 0  | 0 | 3 | 63  | 112 | −49 | 0 |             |

| 2024. november 28. 18:00 | Ausztria            | 37–24       | Szlovákia | Olympiahalle, Innsbruck Nézőszám: 2414 Játékvezetők: Lovin, Stancu (ROU) |
| 2024. november 28. 18:00 | Ivančok, Reichert 8 | (17–11)     | Lancz 9   | Olympiahalle, Innsbruck Nézőszám: 2414 Játékvezetők: Lovin, Stancu (ROU) |
| 2024. november 28. 18:00 | 6×                  | Jegyzőkönyv | 1×        | Olympiahalle, Innsbruck Nézőszám: 2414 Játékvezetők: Lovin, Stancu (ROU) |

| 2024. november 28. 20:30 | Norvégia  | 33–26       | Szlovénia | Olympiahalle, Innsbruck Nézőszám: 1524 Játékvezetők: Carmaux, Mursch (POL) |
| 2024. november 28. 20:30 | Reistad 9 | (16–11)     | Stanko 7  | Olympiahalle, Innsbruck Nézőszám: 1524 Játékvezetők: Carmaux, Mursch (POL) |
| 2024. november 28. 20:30 | 4× 1×     | Jegyzőkönyv | 4×        | Olympiahalle, Innsbruck Nézőszám: 1524 Játékvezetők: Carmaux, Mursch (POL) |

| 2024. november 30. 18:00 | Norvégia   | 38–24       | Ausztria        | Olympiahalle, Innsbruck Nézőszám: 3730 Játékvezetők: Vujačić, Kažanegra (MNE) |
| 2024. november 30. 18:00 | Breistøl 6 | (23–14)     | három játékos 4 | Olympiahalle, Innsbruck Nézőszám: 3730 Játékvezetők: Vujačić, Kažanegra (MNE) |
| 2024. november 30. 18:00 | 4×         | Jegyzőkönyv | 2×              | Olympiahalle, Innsbruck Nézőszám: 3730 Játékvezetők: Vujačić, Kažanegra (MNE) |

| 2024. november 30. 20:30 | Szlovénia | 37–24       | Szlovákia    | Olympiahalle, Innsbruck Nézőszám: 1766 Játékvezetők: Antić, Jakovljević (SRB) |
| 2024. november 30. 20:30 | Stanko 9  | (18–10)     | Šutranová 11 | Olympiahalle, Innsbruck Nézőszám: 1766 Játékvezetők: Antić, Jakovljević (SRB) |
| 2024. november 30. 20:30 | 8×        | Jegyzőkönyv | 7×           | Olympiahalle, Innsbruck Nézőszám: 1766 Játékvezetők: Antić, Jakovljević (SRB) |

| 2024. december 2. 18:00 | Szlovénia | 25–24       | Ausztria   | Olympiahalle, Innsbruck Nézőszám: 3341 Játékvezetők: Álvarez, Bustamante (ESP) |
| 2024. december 2. 18:00 | Stanko 8  | (13–13)     | Reichert 9 | Olympiahalle, Innsbruck Nézőszám: 3341 Játékvezetők: Álvarez, Bustamante (ESP) |
| 2024. december 2. 18:00 | 3× 1×     | Jegyzőkönyv | 3× 1×      | Olympiahalle, Innsbruck Nézőszám: 3341 Játékvezetők: Álvarez, Bustamante (ESP) |

| 2024. december 2. 20:30 | Szlovákia   | 15–38       | Norvégia | Olympiahalle, Innsbruck Nézőszám: 1560 Játékvezetők: Lidacka, Lesiak (POL) |
| 2024. december 2. 20:30 | Šutranová 5 | (8–20)      | Herrem 8 | Olympiahalle, Innsbruck Nézőszám: 1560 Játékvezetők: Lidacka, Lesiak (POL) |
| 2024. december 2. 20:30 |             | Jegyzőkönyv | 3×       | Olympiahalle, Innsbruck Nézőszám: 1560 Játékvezetők: Lidacka, Lesiak (POL) |

### F csoport
| Hely. | Csapat      | M | Gy | D | V | G+ | G–  | Gk  | P | Továbbjutás |
| ----- | ----------- | - | -- | - | - | -- | --- | --- | - | ----------- |
| 1.    | Hollandia   | 3 | 3  | 0 | 0 | 99 | 70  | +29 | 6 | Középdöntő  |
| 2.    | Németország | 3 | 2  | 0 | 1 | 82 | 65  | +17 | 4 | Középdöntő  |
| 3.    | Izland      | 3 | 1  | 0 | 2 | 71 | 81  | −10 | 2 |             |
| 4.    | Ukrajna     | 3 | 0  | 0 | 3 | 64 | 100 | −36 | 0 |             |

| 2024. november 29. 18:00 | Hollandia       | 27–25       | Izland          | Olympiahalle, Innsbruck Nézőszám: 2076 Játékvezetők: Altmár, Horváth (HUN) |
| 2024. november 29. 18:00 | három játékos 3 | (12–12)     | Albertsdóttir 8 | Olympiahalle, Innsbruck Nézőszám: 2076 Játékvezetők: Altmár, Horváth (HUN) |
| 2024. november 29. 18:00 | 5×              | Jegyzőkönyv | 2× 1×           | Olympiahalle, Innsbruck Nézőszám: 2076 Játékvezetők: Altmár, Horváth (HUN) |

| 2024. november 29. 20:30 | Németország | 30–17       | Ukrajna     | Olympiahalle, Innsbruck Nézőszám: 2437 Játékvezetők: Antić, Jakovljević (SRB) |
| 2024. november 29. 20:30 | Grijseels 6 | (15–9)      | Horilszka 4 | Olympiahalle, Innsbruck Nézőszám: 2437 Játékvezetők: Antić, Jakovljević (SRB) |
| 2024. november 29. 20:30 | 6× 1×       | Jegyzőkönyv | 5×          | Olympiahalle, Innsbruck Nézőszám: 2437 Játékvezetők: Antić, Jakovljević (SRB) |

| 2024. december 1. 18:00 | Hollandia  | 29–22       | Németország | Olympiahalle, Innsbruck Nézőszám: 2437 Játékvezetők: Álvarez, Bustamante (ESP) |
| 2024. december 1. 18:00 | Housheer 7 | (15–14)     | Grijseels 5 | Olympiahalle, Innsbruck Nézőszám: 2437 Játékvezetők: Álvarez, Bustamante (ESP) |
| 2024. december 1. 18:00 | 4× 1×      | Jegyzőkönyv | 4× 1×       | Olympiahalle, Innsbruck Nézőszám: 2437 Játékvezetők: Álvarez, Bustamante (ESP) |

| 2024. december 1. 20:30 | Izland          | 27–24       | Ukrajna     | Olympiahalle, Innsbruck Nézőszám: 1155 Játékvezetők: Lovin, Stancu (ROU) |
| 2024. december 1. 20:30 | Albertsdóttir 7 | (16–9)      | Szmbatyan 8 | Olympiahalle, Innsbruck Nézőszám: 1155 Játékvezetők: Lovin, Stancu (ROU) |
| 2024. december 1. 20:30 | 6×              | Jegyzőkönyv | 6× 1×       | Olympiahalle, Innsbruck Nézőszám: 1155 Játékvezetők: Lovin, Stancu (ROU) |

| 2024. december 3. 18:00 | Ukrajna     | 23–43       | Hollandia | Olympiahalle, Innsbruck Nézőszám: 1019 Játékvezetők: Vujačić, Kažanegra (MNE) |
| 2024. december 3. 18:00 | Szmbatyan 7 | (12–24)     | Dekker 9  | Olympiahalle, Innsbruck Nézőszám: 1019 Játékvezetők: Vujačić, Kažanegra (MNE) |
| 2024. december 3. 18:00 | 4× 1×       | Jegyzőkönyv | 5×        | Olympiahalle, Innsbruck Nézőszám: 1019 Játékvezetők: Vujačić, Kažanegra (MNE) |

| 2024. december 3. 20:30 | Izland          | 19–30       | Németország | Olympiahalle, Innsbruck Nézőszám: 2056 Játékvezetők: Praštalo, Balvan (BIH) |
| 2024. december 3. 20:30 | Albertsdóttir 6 | (10–14)     | Engel 7     | Olympiahalle, Innsbruck Nézőszám: 2056 Játékvezetők: Praštalo, Balvan (BIH) |
| 2024. december 3. 20:30 | 3× 2×           | Jegyzőkönyv | 2×          | Olympiahalle, Innsbruck Nézőszám: 2056 Játékvezetők: Praštalo, Balvan (BIH) |

## Középdöntő
A középdöntőben az A, B és C valamint a D, E és F csoport továbbjutott csapatai újabb körmérkőzéseket játszanak, de csak azok a csapatok mérkőznek egymással, amelyek a csoportkörben nem találkoztak, azonban a csoportkörben lejátszott eredményeiket is figyelembe kell venni. A sorrendet a csoportkörben is alkalmazott módszer szerint állapítják meg.
A középdöntő mérkőzéseinek kezdési időpontjait a csoportkör befejezése után tették közzé.

### 1. csoport
| Hely. | Csapat           | M | Gy | D | V | G+  | G–  | Gk  | P  | Továbbjutás   |
| ----- | ---------------- | - | -- | - | - | --- | --- | --- | -- | ------------- |
| 1.    | Franciaország    | 5 | 5  | 0 | 0 | 157 | 124 | +33 | 10 | Elődöntők     |
| 2.    | Magyarország (R) | 5 | 4  | 0 | 1 | 153 | 125 | +28 | 8  | Elődöntők     |
| 3.    | Svédország       | 5 | 2  | 0 | 3 | 133 | 137 | −4  | 4  | Az 5. helyért |
| 4.    | Montenegró       | 5 | 2  | 0 | 3 | 124 | 135 | −11 | 4  |               |
| 5.    | Lengyelország    | 5 | 1  | 0 | 4 | 125 | 153 | −28 | 2  |               |
| 6.    | Románia          | 5 | 1  | 0 | 4 | 128 | 146 | −18 | 2  |               |

| 2024. december 5. 15:30 | Svédország | 33–25       | Lengyelország | Főnix Aréna, Debrecen Nézőszám: 786 Játékvezetők: Antić, Jakovljević (SRB) |
| 2024. december 5. 15:30 | Hagman 9   | (17–15)     | Kobylińska 6  | Főnix Aréna, Debrecen Nézőszám: 786 Játékvezetők: Antić, Jakovljević (SRB) |
| 2024. december 5. 15:30 | 4×         | Jegyzőkönyv | 6× 1×         | Főnix Aréna, Debrecen Nézőszám: 786 Játékvezetők: Antić, Jakovljević (SRB) |

| 2024. december 5. 18:00 | Franciaország | 30–25       | Románia   | Főnix Aréna, Debrecen Nézőszám: 1481 Játékvezetők: Hansen, Jensen (DEN) |
| 2024. december 5. 18:00 | Valentini 6   | (12–9)      | Bazaliu 6 | Főnix Aréna, Debrecen Nézőszám: 1481 Játékvezetők: Hansen, Jensen (DEN) |
| 2024. december 5. 18:00 | 7×            | Jegyzőkönyv | 5× 1×     | Főnix Aréna, Debrecen Nézőszám: 1481 Játékvezetők: Hansen, Jensen (DEN) |

| 2024. december 5. 20:30 | Magyarország | 26–20       | Montenegró | Főnix Aréna, Debrecen Nézőszám: 2067 Játékvezetők: Álvarez, Bustamante (ESP) |
| 2024. december 5. 20:30 | Klujber 6    | (16–11)     | Jauković 5 | Főnix Aréna, Debrecen Nézőszám: 2067 Játékvezetők: Álvarez, Bustamante (ESP) |
| 2024. december 5. 20:30 | 3× 1×        | Jegyzőkönyv | 4×         | Főnix Aréna, Debrecen Nézőszám: 2067 Játékvezetők: Álvarez, Bustamante (ESP) |

| 2024. december 6. 15:30 | Svédország  | 23–25       | Románia   | Főnix Aréna, Debrecen Nézőszám: 1520 Játékvezetők: Weijmans, Wolbertus (NED) |
| 2024. december 6. 15:30 | Lindqvist 5 | (8–12)      | Bazaliu 8 | Főnix Aréna, Debrecen Nézőszám: 1520 Játékvezetők: Weijmans, Wolbertus (NED) |
| 2024. december 6. 15:30 | 2×          | Jegyzőkönyv | 1× 1×     | Főnix Aréna, Debrecen Nézőszám: 1520 Játékvezetők: Weijmans, Wolbertus (NED) |

| 2024. december 6. 18:00 | Franciaország | 32–23       | Montenegró  | Főnix Aréna, Debrecen Nézőszám: 2041 Játékvezetők: Braseth, Sundet (NOR) |
| 2024. december 6. 18:00 | Zaadi 7       | (15–11)     | Pavićević 6 | Főnix Aréna, Debrecen Nézőszám: 2041 Játékvezetők: Braseth, Sundet (NOR) |
| 2024. december 6. 18:00 | 5× 1×         | Jegyzőkönyv | 3×          | Főnix Aréna, Debrecen Nézőszám: 2041 Játékvezetők: Braseth, Sundet (NOR) |

| 2024. december 6. 20:30 | Magyarország | 31–21       | Lengyelország | Főnix Aréna, Debrecen Nézőszám: 2955 Játékvezetők: Brkić, Jusufhodžić (AUT) |
| 2024. december 6. 20:30 | Vámos 8      | (17–9)      | Rosiak 4      | Főnix Aréna, Debrecen Nézőszám: 2955 Játékvezetők: Brkić, Jusufhodžić (AUT) |
| 2024. december 6. 20:30 | 4×           | Jegyzőkönyv | 5×            | Főnix Aréna, Debrecen Nézőszám: 2955 Játékvezetők: Brkić, Jusufhodžić (AUT) |

| 2024. december 8. 15:30 | Montenegró | 30–28       | Lengyelország | Főnix Aréna, Debrecen Nézőszám: 1872 Játékvezetők: Hansen, Jensen (DEN) |
| 2024. december 8. 15:30 | Jauković 8 | (14–14)     | Kobylińska 6  | Főnix Aréna, Debrecen Nézőszám: 1872 Játékvezetők: Hansen, Jensen (DEN) |
| 2024. december 8. 15:30 | 8× 1×      | Jegyzőkönyv | 3× 1×         | Főnix Aréna, Debrecen Nézőszám: 1872 Játékvezetők: Hansen, Jensen (DEN) |

| 2024. december 8. 18:00 | Magyarország | 37–29       | Románia  | Főnix Aréna, Debrecen Nézőszám: 4163 Játékvezetők: Antić, Jakovljević (SRB) |
| 2024. december 8. 18:00 | Klujber 10   | (20–15)     | Ostase 6 | Főnix Aréna, Debrecen Nézőszám: 4163 Játékvezetők: Antić, Jakovljević (SRB) |
| 2024. december 8. 18:00 | 3×           | Jegyzőkönyv | 4× 1×    | Főnix Aréna, Debrecen Nézőszám: 4163 Játékvezetők: Antić, Jakovljević (SRB) |

| 2024. december 8. 20:30 | Svédország       | 27–31       | Franciaország        | Főnix Aréna, Debrecen Nézőszám: 1679 Játékvezetők: Brkić, Jusufhodžić (AUT) |
| 2024. december 8. 20:30 | Roberts, Axnér 4 | (13–19)     | Horacek, Nze Minko 6 | Főnix Aréna, Debrecen Nézőszám: 1679 Játékvezetők: Brkić, Jusufhodžić (AUT) |
| 2024. december 8. 20:30 | 4× 1×            | Jegyzőkönyv | 4×                   | Főnix Aréna, Debrecen Nézőszám: 1679 Játékvezetők: Brkić, Jusufhodžić (AUT) |

| 2024. december 10. 15:30 | Románia  | 24–29       | Lengyelország   | Főnix Aréna, Debrecen Nézőszám: 1273 Játékvezetők: Braseth, Sundet (NOR) |
| 2024. december 10. 15:30 | Grozav 7 | (11–10)     | Balsam, Nocuń 5 | Főnix Aréna, Debrecen Nézőszám: 1273 Játékvezetők: Braseth, Sundet (NOR) |
| 2024. december 10. 15:30 | 5× 1×    | Jegyzőkönyv | 3× 1×           | Főnix Aréna, Debrecen Nézőszám: 1273 Játékvezetők: Braseth, Sundet (NOR) |

| 2024. december 10. 18:00 | Magyarország | 27–30       | Franciaország      | Főnix Aréna, Debrecen Nézőszám: 3639 Játékvezetők: Weijmans, Wolbertus (NED) |
| 2024. december 10. 18:00 | Klujber 9    | (13–13)     | Valentini, Foppa 6 | Főnix Aréna, Debrecen Nézőszám: 3639 Játékvezetők: Weijmans, Wolbertus (NED) |
| 2024. december 10. 18:00 | 1×           | Jegyzőkönyv | 3× 1×              | Főnix Aréna, Debrecen Nézőszám: 3639 Játékvezetők: Weijmans, Wolbertus (NED) |

| 2024. december 10. 20:30 | Svédország | 25–24       | Montenegró | Főnix Aréna, Debrecen Nézőszám: 1569 Játékvezetők: Barysas, Petrušis (LTU) |
| 2024. december 10. 20:30 | Hagman 6   | (14–14)     | Jauković 9 | Főnix Aréna, Debrecen Nézőszám: 1569 Játékvezetők: Barysas, Petrušis (LTU) |
| 2024. december 10. 20:30 | 3×         | Jegyzőkönyv | 3×         | Főnix Aréna, Debrecen Nézőszám: 1569 Játékvezetők: Barysas, Petrušis (LTU) |

### 2. csoport
| Hely. | Csapat      | M | Gy | D | V | G+  | G–  | Gk  | P  | Továbbjutás   |
| ----- | ----------- | - | -- | - | - | --- | --- | --- | -- | ------------- |
| 1.    | Norvégia    | 5 | 5  | 0 | 0 | 163 | 122 | +41 | 10 | Elődöntők     |
| 2.    | Dánia       | 5 | 4  | 0 | 1 | 152 | 131 | +21 | 8  | Elődöntők     |
| 3.    | Hollandia   | 5 | 3  | 0 | 2 | 139 | 134 | +5  | 6  | Az 5. helyért |
| 4.    | Németország | 5 | 2  | 0 | 3 | 142 | 134 | +8  | 4  |               |
| 5.    | Szlovénia   | 5 | 1  | 0 | 4 | 124 | 152 | −28 | 2  |               |
| 6.    | Svájc       | 5 | 0  | 0 | 5 | 135 | 182 | −47 | 0  |               |

| 2024. december 5. 15:30 | Svájc    | 27–36       | Németország | Wiener Stadthalle, Bécs Nézőszám: 2182 Játékvezetők: Covalciuc, Covalciuc (MDA) |
| 2024. december 5. 15:30 | Schmid 8 | (14–18)     | Hauf 6      | Wiener Stadthalle, Bécs Nézőszám: 2182 Játékvezetők: Covalciuc, Covalciuc (MDA) |
| 2024. december 5. 15:30 | 1×       | Jegyzőkönyv | 2×          | Wiener Stadthalle, Bécs Nézőszám: 2182 Játékvezetők: Covalciuc, Covalciuc (MDA) |

| 2024. december 5. 18:00 | Hollandia   | 26–22       | Szlovénia | Wiener Stadthalle, Bécs Nézőszám: 2234 Játékvezetők: Barysas, Petrušis (LTU) |
| 2024. december 5. 18:00 | Malestein 6 | (14–10)     | Stanko 7  | Wiener Stadthalle, Bécs Nézőszám: 2234 Játékvezetők: Barysas, Petrušis (LTU) |
| 2024. december 5. 18:00 | 3× 1×       | Jegyzőkönyv | 4×        | Wiener Stadthalle, Bécs Nézőszám: 2234 Játékvezetők: Barysas, Petrušis (LTU) |

| 2024. december 5. 20:30 | Dánia   | 24–27       | Norvégia            | Wiener Stadthalle, Bécs Nézőszám: 2579 Játékvezetők: Vujačić, Kažanegra (MNE) |
| 2024. december 5. 20:30 | Aagot 6 | (12–13)     | Breistøl, Reistad 5 | Wiener Stadthalle, Bécs Nézőszám: 2579 Játékvezetők: Vujačić, Kažanegra (MNE) |
| 2024. december 5. 20:30 | 4× 1×   | Jegyzőkönyv | 2× 1×               | Wiener Stadthalle, Bécs Nézőszám: 2579 Játékvezetők: Vujačić, Kažanegra (MNE) |

| 2024. december 7. 15:30 | Svájc                | 25–34       | Szlovénia       | Wiener Stadthalle, Bécs Nézőszám: 2612 Játékvezetők: Praštalo, Balvan (BIH) |
| 2024. december 7. 15:30 | Emmenegger, Schmid 5 | (16–17)     | Abina, Stanko 6 | Wiener Stadthalle, Bécs Nézőszám: 2612 Játékvezetők: Praštalo, Balvan (BIH) |
| 2024. december 7. 15:30 | 2× 1×                | Jegyzőkönyv | 3×              | Wiener Stadthalle, Bécs Nézőszám: 2612 Játékvezetők: Praštalo, Balvan (BIH) |

| 2024. december 7. 18:00 | Dánia                | 30–22       | Németország | Wiener Stadthalle, Bécs Nézőszám: 4025 Játékvezetők: Lovin, Stancu (ROU) |
| 2024. december 7. 18:00 | Hansen, Østergaard 6 | (15–13)     | Antl 4      | Wiener Stadthalle, Bécs Nézőszám: 4025 Játékvezetők: Lovin, Stancu (ROU) |
| 2024. december 7. 18:00 | 2×                   | Jegyzőkönyv | 2×          | Wiener Stadthalle, Bécs Nézőszám: 4025 Játékvezetők: Lovin, Stancu (ROU) |

| 2024. december 7. 20:30 | Hollandia | 21–31       | Norvégia | Wiener Stadthalle, Bécs Nézőszám: 3267 Játékvezetők: Carmaux, Mursch (FRA) |
| 2024. december 7. 20:30 | Nüsser 5  | (9–15)      | Herrem 6 | Wiener Stadthalle, Bécs Nézőszám: 3267 Játékvezetők: Carmaux, Mursch (FRA) |
| 2024. december 7. 20:30 | 2×        | Jegyzőkönyv | 4×       | Wiener Stadthalle, Bécs Nézőszám: 3267 Játékvezetők: Carmaux, Mursch (FRA) |

| 2024. december 9. 15:30 | Svájc      | 29–37       | Hollandia   | Wiener Stadthalle, Bécs Nézőszám: 1714 Játékvezetők: Vujačić, Kažanegra (MNE) |
| 2024. december 9. 15:30 | Gautschi 6 | (17–24)     | Sprengers 7 | Wiener Stadthalle, Bécs Nézőszám: 1714 Játékvezetők: Vujačić, Kažanegra (MNE) |
| 2024. december 9. 15:30 | 1×         | Jegyzőkönyv | 2× 1×       | Wiener Stadthalle, Bécs Nézőszám: 1714 Játékvezetők: Vujačić, Kažanegra (MNE) |

| 2024. december 9. 18:00 | Norvégia  | 32–27       | Németország    | Wiener Stadthalle, Bécs Nézőszám: 2677 Játékvezetők: Praštalo, Balvan (BIH) |
| 2024. december 9. 18:00 | Reistad 9 | (19–13)     | négy játékos 4 | Wiener Stadthalle, Bécs Nézőszám: 2677 Játékvezetők: Praštalo, Balvan (BIH) |
| 2024. december 9. 18:00 | 3×        | Jegyzőkönyv | 2×             | Wiener Stadthalle, Bécs Nézőszám: 2677 Játékvezetők: Praštalo, Balvan (BIH) |

| 2024. december 9. 20:30 | Dánia        | 33–26       | Szlovénia | Wiener Stadthalle, Bécs Nézőszám: 1719 Játékvezetők: Álvarez, Bustamante (ESP) |
| 2024. december 9. 20:30 | Halilcevic 6 | (17–15)     | Stanko 8  | Wiener Stadthalle, Bécs Nézőszám: 1719 Játékvezetők: Álvarez, Bustamante (ESP) |
| 2024. december 9. 20:30 | 4× 1×        | Jegyzőkönyv | 5×        | Wiener Stadthalle, Bécs Nézőszám: 1719 Játékvezetők: Álvarez, Bustamante (ESP) |

| 2024. december 11. 15:30 | Szlovénia       | 16–35       | Németország | Wiener Stadthalle, Bécs Nézőszám: 1836 Játékvezetők: Carmaux, Mursch (FRA) |
| 2024. december 11. 15:30 | három játékos 3 | (11–17)     | Lott 6      | Wiener Stadthalle, Bécs Nézőszám: 1836 Játékvezetők: Carmaux, Mursch (FRA) |
| 2024. december 11. 15:30 | 3×              | Jegyzőkönyv | 5×          | Wiener Stadthalle, Bécs Nézőszám: 1836 Játékvezetők: Carmaux, Mursch (FRA) |

| 2024. december 11. 18:00 | Dánia    | 30–26       | Hollandia   | Wiener Stadthalle, Bécs Nézőszám: 2813 Játékvezetők: I. Covalciuc, A. Covalciuc (MDA) |
| 2024. december 11. 18:00 | Hansen 7 | (15–13)     | Housheer 10 | Wiener Stadthalle, Bécs Nézőszám: 2813 Játékvezetők: I. Covalciuc, A. Covalciuc (MDA) |
| 2024. december 11. 18:00 | 5×       | Jegyzőkönyv | 4× 1×       | Wiener Stadthalle, Bécs Nézőszám: 2813 Játékvezetők: I. Covalciuc, A. Covalciuc (MDA) |

| 2024. december 11. 20:30 | Svájc    | 24–40       | Norvégia                  | Wiener Stadthalle, Bécs Nézőszám: 1521 Játékvezetők: Lovin, Stancu (ROU) |
| 2024. december 11. 20:30 | Schmid 7 | (13–24)     | Solberg-Isaksen, Hovden 5 | Wiener Stadthalle, Bécs Nézőszám: 1521 Játékvezetők: Lovin, Stancu (ROU) |
| 2024. december 11. 20:30 | 2×       | Jegyzőkönyv | 1×                        | Wiener Stadthalle, Bécs Nézőszám: 1521 Játékvezetők: Lovin, Stancu (ROU) |

## Helyosztók
|  |               |               |           |               |    |       |       |       |
|  | Elődöntők     | Elődöntők     | Elődöntők |               |    | Döntő | Döntő | Döntő |
|  | Elődöntők     | Elődöntők     | Elődöntők |               |    | Döntő | Döntő | Döntő |
|  | december 13.  |               |           |               |    |       |       |       |
|  |               |               |           |               |    |       |       |       |
|  | I/1.          | Franciaország | 22        |               |    |       |       |       |
|  | I/1.          | Franciaország | 22        | december 15.  |    |       |       |       |
|  | II/2.         | Dánia         | 24        |               |    |       |       |       |
|  | II/2.         | Dánia         | 24        |               |    | Dánia | Dánia | 23    |
|  | december 13.  |               |           |               |    | Dánia | Dánia | 23    |
|  |               |               | Norvégia  | Norvégia      | 31 |       |       |       |
|  | I/2.          | Magyarország  | Norvégia  | Norvégia      | 31 | 22    |       |       |
|  | I/2.          | Magyarország  |           |               |    |       |       |       |
|  | II/1.         | Norvégia      | 30        |               |    |       |       |       |
|  | II/1.         | Norvégia      | 30        | Bronzmérkőzés |    |       |       |       |
|  |               |               |           |               |    |       |       |       |
|  | december 15.  |               |           |               |    |       |       |       |
|  |               |               |           |               |    |       |       |       |
|  | Magyarország  | Magyarország  | 25        |               |    |       |       |       |
|  | Magyarország  | Magyarország  | 25        |               |    |       |       |       |
|  | Franciaország | Franciaország | 24        |               |    |       |       |       |
|  | Franciaország | Franciaország | 24        |               |    |       |       |       |

### Az 5. helyért
| 2024. december 13. 15:00 | Svédország           | 33–32       | Hollandia  | Wiener Stadthalle, Bécs Nézőszám: 3132 Játékvezetők: Balvan, Praštalo (BIH) |
| 2024. december 13. 15:00 | Roberts, Lindqvist 8 | (15–15)     | Housheer 9 | Wiener Stadthalle, Bécs Nézőszám: 3132 Játékvezetők: Balvan, Praštalo (BIH) |
| 2024. december 13. 15:00 | 2×                   | Jegyzőkönyv | 6× 1×      | Wiener Stadthalle, Bécs Nézőszám: 3132 Játékvezetők: Balvan, Praštalo (BIH) |

### Elődöntők
| 2024. december 13. 17:45 | Magyarország | 22–30       | Norvégia  | Wiener Stadthalle, Bécs Nézőszám: 8017 Játékvezetők: Álvarez, Bustamante (ESP) |
| 2024. december 13. 17:45 | Klujber 5    | (11–13)     | Reistad 7 | Wiener Stadthalle, Bécs Nézőszám: 8017 Játékvezetők: Álvarez, Bustamante (ESP) |
| 2024. december 13. 17:45 | 4×           | Jegyzőkönyv | 5×        | Wiener Stadthalle, Bécs Nézőszám: 8017 Játékvezetők: Álvarez, Bustamante (ESP) |

| 2024. december 13. 20:30 | Franciaország | 22–24       | Dánia    | Wiener Stadthalle, Bécs Nézőszám: 7754 Játékvezetők: Lovin, Stancu (ROM) |
| 2024. december 13. 20:30 | Foppa 4       | (11–13)     | Hansen 7 | Wiener Stadthalle, Bécs Nézőszám: 7754 Játékvezetők: Lovin, Stancu (ROM) |
| 2024. december 13. 20:30 | 2×            | Jegyzőkönyv | 2× 1×    | Wiener Stadthalle, Bécs Nézőszám: 7754 Játékvezetők: Lovin, Stancu (ROM) |

### Bronzmérkőzés
| 2024. december 15. 15:15 | Magyarország | 25–24       | Franciaország   | Wiener Stadthalle, Bécs Nézőszám: 8775 Játékvezetők: I. Covalciuc, A. Covalciuc (MDA) |
| 2024. december 15. 15:15 | Klujber 9    | (13–12)     | három játékos 4 | Wiener Stadthalle, Bécs Nézőszám: 8775 Játékvezetők: I. Covalciuc, A. Covalciuc (MDA) |
| 2024. december 15. 15:15 | 1× 1×        | Jegyzőkönyv | 3×              | Wiener Stadthalle, Bécs Nézőszám: 8775 Játékvezetők: I. Covalciuc, A. Covalciuc (MDA) |

### Döntő
| 2024. december 15. 18:00 | Norvégia  | 31–23       | Dánia             | Wiener Stadthalle, Bécs Nézőszám: 8775 Játékvezetők: Antić, Jakovljević (SRB) |
| 2024. december 15. 18:00 | Reistad 8 | (13–12)     | Hansen, Højlund 5 | Wiener Stadthalle, Bécs Nézőszám: 8775 Játékvezetők: Antić, Jakovljević (SRB) |
| 2024. december 15. 18:00 | 2× 1×     | Jegyzőkönyv | 5× 1×             | Wiener Stadthalle, Bécs Nézőszám: 8775 Játékvezetők: Antić, Jakovljević (SRB) |

| A 2024-es női kézilabda-Európa-bajnokság győztese |
| ------------------------------------------------- |
| · Norvégia · 10. cím                              |

## Végeredmény
| Helyezés | Nemzet          |
| -------- | --------------- |
| Arany    | Norvégia        |
| Ezüst    | Dánia           |
| Bronz    | Magyarország    |
| 4.       | Franciaország   |
| 5.       | Svédország      |
| 6.       | Hollandia       |
| 7.       | Németország     |
| 8.       | Montenegró      |
| 9.       | Lengyelország   |
| 10.      | Szlovénia       |
| 11.      | Románia         |
| 12.      | Svájc           |
| 13.      | Spanyolország   |
| 14.      | Ausztria        |
| 15.      | Csehország      |
| 16.      | Izland          |
| 17.      | Feröer          |
| 18.      | Észak-Macedónia |
| 19.      | Horvátország    |
| 20.      | Törökország     |
| 21.      | Szerbia         |
| 22.      | Portugália      |
| 23.      | Ukrajna         |
| 24.      | Szlovákia       |

## All Star-csapat
A torna legjobbjaiból álló csapat névsorát 2024. december 15-én tette közzé az EHF.
| Poszt                      | Játékos                 |
| -------------------------- | ----------------------- |
| Kapus                      | Anna Opstrup Kristensen |
| Balszélső                  | Emma Friis              |
| Balátlövő                  | Tjaša Stanko            |
| Irányító                   | Henny Reistad           |
| Jobbátlövő                 | Klujber Katrin          |
| Jobbszélső                 | Győri-Lukács Viktória   |
| Beálló                     | Tatjana Brnović         |
| Védő                       | Pauletta Foppa          |
| Legjobb fiatal játékos díj | Simon Petra             |
| MVP                        | Anna Opstrup Kristensen |

## Statisztika

### Góllövőlista
2024. december 15-én frissítve.
| Helyezés | Név                   | Gól | Lövés | %   |
| -------- | --------------------- | --- | ----- | --- |
| 1.       | Klujber Katrin        | 60  | 103   | 58% |
| 2.       | Henny Reistad         | 50  | 81    | 62% |
| 3.       | Tjaša Stanko          | 48  | 75    | 64% |
| 4.       | Đurđina Jauković      | 47  | 81    | 58% |
| 5.       | Tabea Schmid          | 44  | 62    | 71% |
| 6.       | Nathalie Hagman       | 42  | 60    | 70% |
| 6.       | Győri-Lukács Viktória | 42  | 60    | 70% |
| 8.       | Anne Mette Hansen     | 40  | 62    | 65% |
| 8.       | Dione Housheer        | 40  | 67    | 60% |
| 10.      | Emma Lindqvist        | 37  | 55    | 67% |

### Kapusok rangsora
| Helyezés | Név                      | %  | Védés | Lövés |
| -------- | ------------------------ | -- | ----- | ----- |
| 1        | Annika Fríðheim Petersen | 42 | 28    | 67    |
| 2        | Sabrina Novotná          | 39 | 42    | 107   |
| 2        | Szemerey Zsófi           | 39 | 73    | 189   |
| 4        | Anna Opstrup Kristensen  | 38 | 100   | 263   |
| 5        | Hatadou Sako             | 37 | 36    | 98    |
| 6        | Katharina Filter         | 36 | 54    | 151   |
| 6        | Laura Glauser            | 36 | 73    | 203   |
| 6        | Katrine Lunde            | 36 | 37    | 104   |
| 6        | Silje Solberg-Østhassel  | 36 | 63    | 174   |
| 10       | Althea Reinhardt         | 35 | 26    | 75    |
| 10       | Yara ten Holte           | 35 | 68    | 196   |

## Hivatalos weboldal
- Hivatalos weboldal